# Jennifer Baumgardner
Jennifer Baumgardner (Fargo (North Dakota), ca. 1971) is een auteur en Derde-Golffeministisch activist. Ze woont in Brooklyn met haar zoon Skuli. Baumgardner is biseksueel en had een lange verhouding met Amy Ray van de Indigo Girls.
Baumgardner groeide op in Fargo (North Dakota) en bezocht de Lawrence University in Appleton (Wisconsin), en is afgestudeerd in 1996. Daarna verhuisde ze naar New York waar ze ging werken en schrijven voor Ms. Magazine. Ze heeft sindsdien geschreven voor talrijke magazines, waaronder Glamour, The Nation, en Maxim.
Baumgardners boeken omvatten Manifesta: Young Women, Feminism and the Future, en Grassroots: A Field Guide for Feminist Activism geschreven samen met Amy Richards, en Look Both Ways: Bisexual Politics.
Zee heeft ook De documentaire "I Had An Abortion" geproduceerd, dat het verhaal vertelt van tien vrouwen die abortus ondergingen tussen 1920 en nu.

### Boeken
- Baumgardner, Jennifer; Amy Richards (2000). ManifestA: Young Women, Feminism, and the Future. New York: Farrar, Straus and Giroux.
- Baumgardner, Jennifer; Amy Richards (2005). Grassroots: A Field Guide for Feminist Activism. New York: Farrar, Straus and Giroux.
- Baumgardner, Jennifer (2007). Look Both Ways: Bisexual Politics. New York: Farrar, Farrar, Straus and Giroux.

### Films
- Speak Out: I Had an Abortion (2005) co-producent